# Sean Zawadzki
Sean Zawadzki (Olmsted Falls, 21 aprile 2000) è un calciatore statunitense, centrocampista del Columbus Crew.

## Carriera

### Club
Zawadzki è cresciuto nel settore giovanile del Columbus Crew dove ha giocato dal 2015 al 2018. Successivamente si è iscritto all'Università di Georgetown ed ha giocato con la squadra locale, i Georgetown Hoyas fino al 2021. Nel 2019 ha giocato alcuni incontri in USL League Two con i L.I. Rough Riders.
Il 13 gennaio 2022 ha firmato un contratto con il Columbus Crew, dove aveva giocato in gioventù. Ha debuttato in MLS il 26 giugno nell'incontro pareggiato 0-0 contro il Real Salt Lake e quattro giorni dopo è andato a segno per la prima volta nella vittoria per 2-1 sul Toronto FC.

### Nazionale
Il 5 gennaio 2024 viene convocato per la prima volta in nazionale maggiore, con cui ha esordito quindici giorni dopo disputando da titolare la gara amichevole persa in casa contro la Slovenia (0-1).

## Statistiche

### Presenze e reti nei club
Statistiche aggiornate al 27 novembre 2023.
| Stagione        | Squadra           | Campionato      | Campionato | Campionato | Coppe nazionali | Coppe nazionali | Coppe nazionali | Coppe continentali | Coppe continentali | Coppe continentali | Altre coppe | Altre coppe | Altre coppe | Totale | Totale | Totale |
| Stagione        | Squadra           | Comp            | Pres       | Reti       | Comp            | Pres            | Reti            | Comp               | Pres               | Reti               | Comp        | Pres        | Reti        | Pres   | Reti   |        |
| --------------- | ----------------- | --------------- | ---------- | ---------- | --------------- | --------------- | --------------- | ------------------ | ------------------ | ------------------ | ----------- | ----------- | ----------- | ------ | ------ | ------ |
| 2019            | L.I. Rough Riders | USL-2           | 10         | 2          |                 | -               | -               |                    | -                  | -                  |             | -           | -           | 10     | 2      |        |
| 2022            | Columbus Crew     | MNP             | 21         | 1          |                 | -               | -               |                    | -                  | -                  |             | -           | -           | 21     | 1      |        |
| 2023            | Columbus Crew     | MNP             | 1          | 0          |                 | -               | -               |                    | -                  | -                  |             | -           | -           | 1      | 0      |        |
| 2022            | Columbus Crew     | MLS             | 5          | 1          | USCup           | 0               | 0               |                    | -                  | -                  |             | -           | -           | 5      | 1      |        |
| 2023            | Columbus Crew     | MLS             | 34         | 3          | USCup           | 3               | 1               |                    | -                  | -                  | LC          | 3           | 0           | 40     | 4      |        |
| Totale carriera | Totale carriera   | Totale carriera | 71         | 7          |                 | 3               | 1               |                    | -                  | -                  |             | 3           | 0           | 77     | 8      |        |

### Cronologia presenze e reti in nazionale
| Cronologia completa delle presenze e delle reti in nazionale ― Stati Uniti | Cronologia completa delle presenze e delle reti in nazionale ― Stati Uniti | Cronologia completa delle presenze e delle reti in nazionale ― Stati Uniti | Cronologia completa delle presenze e delle reti in nazionale ― Stati Uniti | Cronologia completa delle presenze e delle reti in nazionale ― Stati Uniti | Cronologia completa delle presenze e delle reti in nazionale ― Stati Uniti | Cronologia completa delle presenze e delle reti in nazionale ― Stati Uniti | Cronologia completa delle presenze e delle reti in nazionale ― Stati Uniti |
| Data                                                                       | Città                                                                      | In casa                                                                    | Risultato                                                                  | Ospiti                                                                     | Competizione                                                               | Reti                                                                       | Note                                                                       |
| -------------------------------------------------------------------------- | -------------------------------------------------------------------------- | -------------------------------------------------------------------------- | -------------------------------------------------------------------------- | -------------------------------------------------------------------------- | -------------------------------------------------------------------------- | -------------------------------------------------------------------------- | -------------------------------------------------------------------------- |
| 20-1-2024                                                                  | San Antonio                                                                | Stati Uniti                                                                | 0 – 1                                                                      | Slovenia                                                                   | Amichevole                                                                 | -                                                                          |                                                                            |
| Totale                                                                     |                                                                            | Presenze                                                                   | 1                                                                          |                                                                            | Reti                                                                       | 0                                                                          |                                                                            |

## Palmarès

### Competizioni nazionali
- MLS Next Pro: 1

Columbus Crew 2: 2022
- Campionato MLS: 1

Columbus Crew: 2023

### Competizioni internazionali
- Leagues Cup: 1

Columbus Crew: 2024